# Alabaster
Alabaster je mineral ali kamnina, ki je mehka in se pogosto uporablja za rezanje, pa tudi za izdelavo mavca v prahu. Izraz na različne načine uporabljajo arheologi in industrija predelave kamna na eni strani in geologi na drugi strani. Prva uporaba je v širšem pomenu, ki zajema sorte dveh različnih mineralov: drobnozrnata bela sadra , pa tudi prozorna sorta drobnozrnatega pasovnega sedimenta iz kalcita . Geologi opredelijo samo sorto sadre kot alabaster. Kemično je sadra je hidrosulfat kalcija, medtem ko je kalcit karbonat kalcija.
Obe vrsti alabastra imata na splošno podobne lastnosti. Običajno sta svetlo obarvana, prosojna in mehka kamnina, ki je bila v zgodovini človeštva večinoma namenjena rezbarenju okrasnih predmetov.
Različica kalcita je znana tudi kot oniksov marmor, egiptovski alabaster ali orientalski alabaster in je geološko opisana bodisi kot kompakten plastovit travertin, bodisi kot »stalagmitski apnenec, označen z vzorci vrtinčastih pasov smetanaste in rjave barve«. "Oniksov marmor" je treba razumeti kot tradicionalni in geološko netočen izraz, saj imata tako oniks kot marmor geološke definicije, ki se razlikujejo celo od najširših, ki se uporabljajo za alabaster.
Na splošno (vendar ne vedno) je starodavni alabaster kalcit na širšem Bližnjem vzhodu, vključno z Egiptom in Mezopotamijo, medtem ko je v srednjeveški Evropi sadra. Moderni alabaster je verjetno kalcit, vendar je lahko tudi drugo. Oba sta enostavna za delo in rahlo vodotopna. Uporabljali so jih za izdelavo različnih notranjih umetniških del in rezbarij, saj nista dolgo obstojna na prostem.
Obe vrsti se zlahka razlikujeta po njuni trdoti: sadrasti alabaster je tako mehek, da se lahko opraska z nohtom (Mohs trdota 1,5 do 2), medtem ko kalcit ne more biti opraskan na ta način (trdota Mohs 3), čeprav se lahko razi z nožem. Poleg tega se kalcitni alabaster, ki je karbonat in zašumi ob obdelavi s klorovodikovo kislino, medtem ko alabaster sadre ostane skoraj nespremenjen, če se tako preizkuša. 

## Etimologija
Poreklo besede alabaster izhaja iz latinskega alabaster in iz grškega ἀλάβαστρος (alabastros) ali ἀλάβαστος (alabastos). Grške besede so bile uporabljene za identifikacijo vaz iz alabastra.
To ime je mogoče izpeljati iz stare egipčanske besede a-labaste, ki se nanaša na posode egiptovske boginje Bastet. Bila je zastopana kot levinja in je pogosto prikazana kot taka v figurah, ki se nahajajo na teh alabastrnih posodah. Drugi predlogi vključujejo izpeljavo iz mesta Alabastron v Egiptu, ki so ga včasih protislovno opisali avtorji iz obdobja rimske dobe Plinij starejši (On Stones) in Ptolemaj (Geography) in katerega lokacija še ni znana. 

## Lastnosti in uporabnost
Najčistejši alabaster je snežno bel fino zrnat, vendar je pogosto povezana z železovim oksidom, ki v kamnu proizvaja rjave madeže in žile. Grobe različice sadrastega alabastra se preoblikujejo s kalcinacijo v mavčni omet.
Mehkoba alabastra omogoča, da ga je mogoče preprosto klesati v posamezne oblike, vendar je zaradi topnosti v vodi neprimeren za dela na prostem. Če alabaster z gladko, polirano površino speremo s tekočino za pomivanje posode, bo postal grob, dolgočasen in bled, izgubil bo večino svoje prosojnosti in sijaja. Manjša vrsta alabastra se uporablja predvsem kot okrasni kamen, zlasti za cerkveno dekoracijo in ograje stopnišč in dvoran.

## Sodobna obdelava

### Delovne tehnike
Alabaster kopljejo in nato prodajajo v blokih delavnicam v obdelavo [11]. Tam ga razrežejo na potrebno velikost ("kvadratiranje"), nato pa se obdeluje v različnih tehnikah: obrusi s  stružnico za okrogle oblike, izkleše v tridimenzionalne skulpture, dolbe za izdelavo reliefnih podob ali dekoracij; na koncu pa dobi podroben zaključek, ki razkriva njegovo prosojnost, barvo in teksturo.

### Imitacija marmorja
Da bi zmanjšali prosojnost alabastra in ustvarili neprosojnost, ki nakazuje na pravi marmor, so kipe potapljali v vodne kopeli in jih postopoma segrevali - skoraj do vrelišča - operacija, ki zahteva veliko skrb, ker če temperatura ni skrbno reguliran, kamen pridobi mrtvo-bel, kredni izgled. Učinek ogrevanja se zdi delna dehidracija mavca. Če je pravilno obdelan, je zelo podoben pravemu marmorju in je znan kot »marmo di Castellina«'. 

### Barvanje
Alabaster je porozen kamen in ga je mogoče obarvati v kateri koli barvi ali senci, tehniki, ki se uporabljajo stoletja. Zato je treba kamen popolnoma potopiti v različne pigmentne raztopine in segreti na določeno temperaturo. Tehnika se lahko uporabi za prikrivanje alabastra. Na ta način se proizvaja zelo zavajajoča imitacija koral, ki se imenuje »alabastrne korale«.

## Vrste, pojav, zgodovina
V posameznem kulturnem okolju so običajno uporabljali samo eno vrsto alabastra, včasih pa tudi obe. To je veljalo za male posodice tipa alabastron, narejene v Egiptu in na Cipru od bronaste dobe do klasičnega obdobja. 

### Okenske plošče
Pri rezanju tankih listov je alabaster dovolj prosojen, da ga lahko uporabljamo za majhna okna. V ta namen je bil uporabljen v bizantinskih cerkvah, kasneje pa v srednjeveških, še posebej v Italiji. Veliki listi aragonskega alabastra so v veliki meri uporabljeni v sodobni stolnici Naše gospe angelov, ki jo je leta 2002 posvetili v nadškofiji v Los Angelesu v Kaliforniji. Stolnica ima posebno hlajenje, da se prepreči pregrevanje in s tem sprememba sestave. V antiki so uporabili kalcitni tip , sodobna stolnica v Los Angelesu pa uporablja sadrni alabaster.

### Kalcitni alabaster
Kalcitni alabaster, težji od sorte sadra, je bil tip, ki se je uporabljal predvsem v starodavnem Egiptu in na širšem Srednjem vzhodu (ne pa tudi v asirskih palačnih reliefih) in se uporablja tudi v sodobnem času. Najdemo ga kot stalagmitski sediment iz tal in sten apnenčastih votlin ali kot nekakšen travertin, podobno deponiran v izvirih apnenčaste vode. Te usedline v zaporednih plasteh dajejo zlepljen videz in pogosto v prečnem prerezu daje videz marmorja, iz katerega izhaja ime: oniks marmor ali alabaster-oniks ali včasih preprosto (in napačno) – oniks. 

#### Egipt in Bližnji vzhod
Egiptovski alabaster je bil v veliki meri pridobljen v bližini Sueza in Assiuta.
Ta vrsta je »alabaster« starih Egipčanov in Biblije in se pogosto imenuje orientalski alabaster, saj so bili zgodnji primeri z Daljnega vzhoda.
Orientalski alabaster je bil zelo cenjen za izdelavo majhnih parfumskih steklenic ali posodiz za mazila, imenovanih alabastron. Ime posode je bilo predlagano kot možen vir imena minerala. V Egiptu so obrtniki uporabili alabaster za kanope (posoda za hrambo balzamiranih notranjih organov) in različne druge svete in grobne predmete. Sarkofag, odkrit v grobnici Setija I. v bližini Teb, je na ogled v muzeju sira Johna Soane v Londonu; vrezan je v en blok prosojnega kalcitnega alabastra.
Alžirski oniksov marmor je bil pretežno v pokrajini Oran.

#### Severna Amerika
V Mehiki so znani sedimenti občutljive zelene vrste v La Pedrari, v okrožju Tecali, v bližini  Pueblae. Oniksov marmor se pojavi tudi v okrožju Tehuacán in na več krajih v ZDA, vključno s Kalifornijo, Arizono, Utahom, Koloradom in Virginijo.

### Sadrni alabaster
Sadrni alabaster je mehkejši od obeh sort. Uporabljal se je predvsem v srednjeveški Evropi in se uporablja tudi v sodobnem času.

#### Antični in klasični Bližnji vzhod
"Mosul marmor" je vrsta sadrnega alabastra, ki se nahaja na severu današnjega Iraka in je bil uporabljen v asirskih palačah za reliefe v 9. do 7. stoletju pred našim štetjem; to so bile največje skulpture iz alabastra. Reliefi so zelo nizki in rezbarjenje podrobno, veliki prostori so bili obloženi z neprekinjeno kompozicijo na ploščah okoli 7 metrov visoko. Najbolj znani so  lov na leva Ašurbanipala in vojaški Lehišev relief iz 7. stoletja v britanskem muzeju.
Sadrni alabaster je bil zelo široko uporabljen za majhne kipce uporabljene v zaprtih prostorih v antičnem svetu, zlasti v Starem Egiptu in Mezopotamiji. Fine detajle je mogoče dobiti v materialu s privlačnim zaključkom brez železnega ali jeklenega orodja. Alabaster je bil uporabljen za posode, namenjene za uporabo v kultu boginje Bastet v kulturi Starih Egipčanov, na tisoče predmetov iz alabastra iz konca 4. tisočletja pr. n. št. pa so našli tudi v Tell Braku (današnji Nagar) v Siriji. 

#### Aragonija, Španija
Alabastra največ na svetu so pridobili v središču doline reke Ebro v Aragoniji v Španiji, kjer so bile največje znane količine sedimentov za izkoriščanje. Vlada Aragonije je objavila, da je alabaster bodisi izčrpan ali pa je njegovo pridobivanje tako težko, da je bilo skoraj opuščeno ali pa se izvaja po zelo visoki ceni.  Obstajata dve ločeni lokaciji, obe sta v terciarnih bazenih. Najpomembnejša lokacija je območje Fuentes-Azaila, v terciarnem bazenu Ebro. Druga je kotlina Calatayud-Teruel, ki deli iberski greben v dva glavna sektorja (SZ in JV).
Obilje aragonskega alabastra je bilo ključnega pomena za njegovo uporabo v arhitekturi, kiparstvu in dekoraciji. Ni zapisov o verjetni uporabi v pred-rimskih kulturah, zato so morda prvi, ki so uporabljali alabaster Rimljani, ki so proizvajali posode po grških in egipčanskih modelih. Zdi se, da je po tem, ko je bil z alabastrom obnovljen rimski zid v Zaragozi v 3. stoletju, uporaba tega gradiva postala pogosta v stavbah v naslednjih stoletjih. Muslimanska Saraqusta (danes, Zaragoza) je bila tudi po imenu "Medina Albaida" (Belo mesto), zaradi pojavov alabastrnih zidov in palač, ki so se med vrtovi, nasadi in sadovnjaki odsevale v rekah Ebro in Huerva.
Najstarejši ostanki v palači Aljafería, skupaj z drugimi zanimivimi elementi, kot so kapiteli, reliefi in napisi, so bili narejeni z alabastra. Ta je med umetniškim in ekonomskim razcvetom renesanse dosegel zlato dobo. V 16. stoletju so kiparji v izbrali alabaster za svoja najboljša dela. Bili so spretni pri izkoriščanju njegovih lastnosti in na splošno gledano, so končane umetnine ohranile svojo naravno barvo. 

#### Volterra (Toskana)
V Evropi je središče trgovanja z alabastrom danes v Firencah, Italija. Toskanski alabaster se pojavi v gomoljastih masah, vgrajenih v apnenec, prepleten z laporji miocenske in pliocenske dobe. Mineral pridobivajo v glavnem s pomočjo podzemnih galerij v okrožju Volterra. Več vrst je priznanih: žilni, lisasti, oblačni, agatiformni in drugi. Najboljša vrsta, pridobljena predvsem v Castelline, je bila poslana v Firence za figuralno kiparstvo, medtem ko so običajne vrste klesali na lokalni ravni v vaze, luči in razne okrasne predmete. Ti predmeti so predmet obsežne trgovine, zlasti v Firencah, Pisi in Livornu.
V 3. stoletju pred našim štetjem so že Etruščani uporabljali alabaster s področja današnje Volterre, za pogrebne žare, ki jih morda delali grški umetniki.  V srednjem veku je bila tovrstna obrt skoraj popolnoma pozabljena. Oživljanje se je začelo sredi 16. stoletja in do začetka 17. stoletja ko je delo z alabastrom strogo umetniško in se ni razširilo v veliko industrijo. 
V 17. in 18. stoletju se je produkcija umetniških, visokokakovostnih predmetov v renesančnem slogu popolnoma ustavila, zamenjali pa so jih manj izpopolnjeni, cenejši predmeti, primernejši za obsežno proizvodnjo in trgovino. Nova industrija je napredovala, vendar je zmanjšana potreba po kvalificiranih obrtnikih pustila le malo ljudi, ki so še vedno delali. 19. stoletje je prineslo razcvet industrije, predvsem zaradi "potujočih obrtnikov", ki so ponujali svoje izdelke evropskim palačam, pa tudi v Ameriki in na Vzhodu. 
V 19. stoletju je bila uvedena tudi nova predelovalna tehnologija, ki je omogočala izdelavo po meri izdelanih in edinstvenih kosov ter kombinacijo alabastra z drugimi materiali. Poleg novoustanovljene obrti je umetniško delo ponovno postalo možno, predvsem s kiparjem Volterranom Albinom Funaiolijem. Po kratkem upadu je bila industrija ponovno oživljena s prodajo množičnih manierističnih ekspresionističnih skulptur in jo v 20. stoletju nadgrajevala nova podružnica, ki je ustvarjala stropne in stenske svetilke v slogu Art déco in se zaključila s sodelovanjem leta 1925 na Mednarodni razstavi sodobnih industrijskih in dekorativnih umetnosti v Parizu. Pomembna imena iz razvoja uporabe alabastra po drugi svetovni vojni so Volterran Umberto Borgna, prvi oblikovalec alabastra, pozneje pa arhitekt in industrijski oblikovalec Angelo Mangiarotti. 

#### Anglija in Wales
Sadrni alabaster je pogost mineral, ki se pojavi v Angliji v Keuper laporjih v Midlands, zlasti v Chellastonu v Derbyshiru, v Fauldu v Staffordshireu in v bližini Newarka v Nottinghamshiru. Sedimenti na vseh teh krajih so bili intenzivno izkoriščani.
V 14. in 15. stoletju je bilo rezbarjenje majhnih kipov in reliefnih plošč za oltarje dragocena lokalna industrija v Nottinghamu, pa tudi velik angleški izvoz. Po navadi so bili pobarvani ali delno pobarvani. Uporabljali so ga tudi za slike, pogosto v naravni velikosti, na nagrobnih spomenikih, saj je značilen ležeč položaj ustrezal slabi obstojnosti materiala in je bil cenejši in lažji za delo kot dober marmor. Po angleški reformaciji je bilo delo oltarnih podob ukinjeno, nadaljevali pa so se nagrobni spomeniki v reliefih in kipih.
Poleg primerov teh rezbarij je v Veliki Britaniji (zlasti v muzeju Nottinghamskega gradu, Britanskem muzeju in muzeju Victoria in Albert) trgovina z mineralnim alabastrom razpršila predmete, ki jih je mogoče najti polno v Musée de Cluny, v Španiji in Skandinaviji.
Alabaster najdemo tudi, čeprav v manjših količinah, v Watchetu v Somersetu, v bližini Penarta v Glamorganshiru in drugje. V Cumbriji se večinoma pojavlja v novih rdečih skalah, vendar v nižjem geološkem obzorju. Nottinghamshirski in derbyshirski alabaster najdemo v debelih ležečih slojih ali "nadstropjih" v sferoidnih masah, znanih kot "kroglice" ali "sklede" in v manjših lentikularnih masah, imenovanih "kolač". V kraju Chellaston, kjer je lokalni alabaster znan kot "Patrick", je bil obdelan v ornamente pod imenom Derbyshire spar, ki se je bolj pravilno uporabljal za fluorit.

#### Črni alabaster
Črni alabaster je redka anhidritna oblika minerala na osnovi sadre. To črno obliko najdemo v treh žilah na svetu, po eno v Oklahomi, Italiji in na Kitajskem.
Alabaster Caverns State Park, v bližini Freedoma, Oklahoma je dom naravne jame sadre, v kateri je je veliko v obliki alabastra. Obstaja več tipov alabastra, najdenih na mestu, vključno z rožnatim, belim in redkim črnim alabastrom.